# Тополовец (община Копер)
Вижте пояснителната страница за други значения на Тополовец.
Тополовец (на словенски: Topolovec) е село в Словения, Обално-крашки регион, община Копер. Според Националната статистическа служба на Република Словения през 2002 г. селото има 44 жители.